# Сидір Мирослав Мар'янович
Сидір Мирослав Мар'янович (5 квітня 1982 — 17 квітня 2023) — український військовослужбовець, солдат 1-ї стрілецької роти, 1-го стрілецького взводу 206 Об ТрО Збройних сил України, учасник російсько-української війни. Почесний громадянин міста Тернополя (2023 р., посмертно).

## Життєпис
Мирослав Сидір народився 5 квітня 1982 року в м. Тернополі.
Навчався в Тернопільських загальноосвітніх школах № 1 та № 26.
Про своє життя серйозно задумався у 35 років, коли вирішив присвятити його Богу. Тоді й покаявся, багато читав та вивчав Біблію, кожного дня молився. Міг знайти підхід практично до кожної людини. У характері був емоційним і непосидючим, через що після початку повномасштабного російського вторгнення точно знав, що повинен захищати Батьківщину. 27 лютого 2022 р. повернувся в Україну з Парижу, де проживав, та почав активно займатися з друзями волонтерством. Допомагали переважно переселенцям у перевезенні, пошуку житла та поселенні. Був служителем Церкви Любові і Зцілення. З середини березня 2022 р. шукав шляхи щоб долучитись у бойові підрозділи ЗСУ. Приходить у воєнкомат, проходить ВЛК і його записують у чергу та кажуть чекати дзвінка. Дзвінка він не дочекався і на початку квітня за власний кошт купив спорядження та вирушив до Києва, де намагався вступити до батальйону «Айдар». Кожного дня протягом двох місяців разом з побратимами проходить бойову підготовку. Але чомусь до списку особового складу 5-го окремого штурмового полку, якому на той час мав підпорядковуватись «Айдар» не потрапив. Замість цього потрапив у списки 204-го окремого батальйону ТрО м. Києва. Через плутанину у списках особового складу, провів ще місяць у столиці намагаючись потрапити на фронт. Весь цей час проживав у побратима Юрія Чорноморця. Оббиваючи пороги штабів, тільки на початку липня його перевели у 206-й окремий батальйон ТрО, де склав присягу та попав на Херсонщину, і разом з побратимами брав участь у звільненні с. Правдине. З грудня 2022 року у складі батальйону виконував бойові завдання в районі м. Вовчанськ Харківської області. З кінця січня 2023 р. виконували бойові завдання на Бахмутському напрямку, Донецької області, де підрозділ вів оборонні бої з регулярною армією рф та ПВК «Вагнер».
Друзі та побратими завжди згадують Мирослава як дуже щиру людину з добрим серцем. Завжди ділився усім чим мав. Був душею компанії та мав гостре почуття справедливості. У своїх переконаннях завжди покладався на Господа, в якого щиро вірив та завжди говорив людям: «Не переживай, все буде добре! Ми виграємо цю війну, тому що Господь з нами!». Нажаль Господь забрав його, і немає ніякого сумніву, що він зараз з Ним, тому що Мирослав багато говорив про Бога.
Загинув 17 квітня 2023 року під час виконання бойового завдання, внаслідок ДТП, у смт Іванків, Вишгородський р-н, Київська обл.
Похований 21 квітня 2023 року на Алеї Героїв Микулинецького цвинтаря м. Тернополя.
У сім'ї залишилися батько, мати та брат.

## Нагороди
- почесний громадянин міста Тернополя (28 квітня 2023, посмертно) — за вагомий особистий вклад у становленні української державності та особисту мужність і героїзм у виявленні у захисті державного суверенітету та територіальної цілісності України[1].